# Karl-Hermann-Flach-Preis

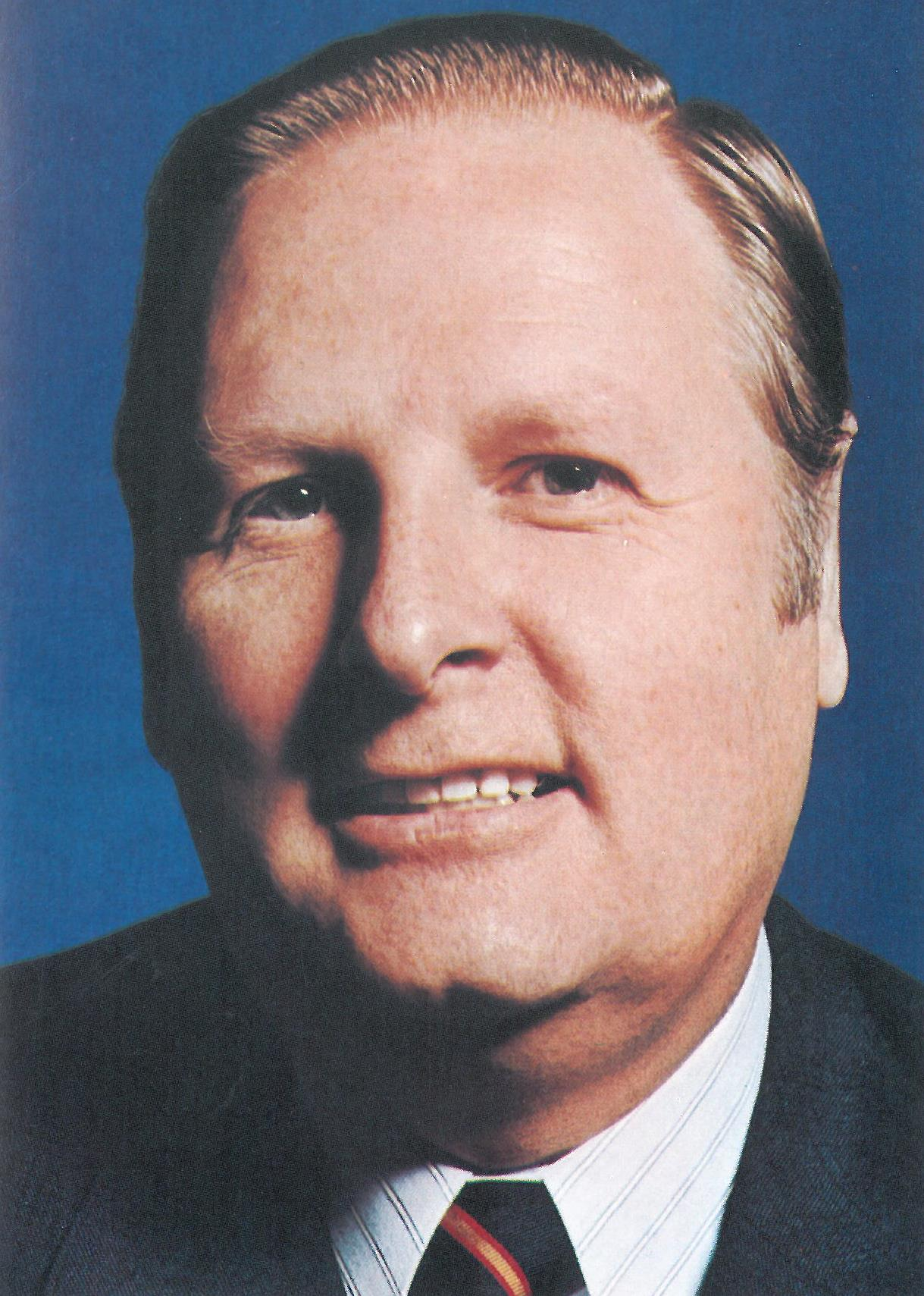
Karl-Hermann Flach

Der Karl-Hermann-Flach-Preis ist eine nach dem deutschen FDP-Politiker Karl-Hermann Flach benannte Auszeichnung für Journalisten und Publizisten, die ein „besonderes Engagement für die Fortentwicklung des politischen Liberalismus erkennen lassen“.
Zwischen 1976 und 2000 wurde der Preis von der Friedrich-Naumann-Stiftung vergeben, seit 2010 von der liberalen Karl-Hermann-Flach-Stiftung. Bis 1980 wurde er zunächst jährlich verliehen, von 1983 bis 2000 und seit 2010 in der Regel alle zwei Jahre.

## Preisträger
- 1976: Robert Leicht (Süddeutsche Zeitung)
- 1977: Peter Bender (WDR-Studio Berlin)
- 1978: Hanno Kühnert (Badische Zeitung)
- 1979: Rolf Zundel (Die Zeit)
- 1980: Deutsches Allgemeines Sonntagsblatt
- 1983: Franz Alt (Südwestfunk)
- 1985: Hans D. Barbier (Süddeutsche Zeitung)
- 1987: Leopold Glaser (Badische Zeitung)
- 1989: Ada Brandes (Stuttgarter Zeitung) und Sibylle Krause-Burger (Süddeutscher Rundfunk)
- 1991: Erich Loest
- 1993: Hermann Rudolph (Der Tagesspiegel)
- 1995: Roderich Reifenrath (Frankfurter Rundschau)
- 1998: Lutz Rathenow[3]
- 2000: Uwe Vorkötter (Stuttgarter Zeitung)[4]
- 2010: Jan Fleischhauer (Der Spiegel)[5]
- 2012: Ursula Weidenfeld (Handelsblatt)
- 2013: Rainer Hank (Frankfurter Allgemeine Sonntagszeitung)
- 2015: Sabine Adler (Deutschlandfunk)[6]
- 2017: Timothy Garton Ash[7]
- 2022: Hans-Werner Sinn[8]